# 博比切什蒂鄉
44°24′N 24°8′E / 44.400°N 24.133°E
博比切什蒂鄉（羅馬尼亞語：Comuna Bobicești, Olt），是羅馬尼亞的鄉份，位於該國南部，由奧爾特縣負責管轄，面積33平方公里，海拔高度140米，2007年人口3,390，人口密度每平方公里102人。